# Koyuntepe, İpsala
Koyuntepe là một xã thuộc huyện İpsala, tỉnh Edirne, Thổ Nhĩ Kỳ. Dân số thời điểm năm 2011 là 987 người.